# Аит Бен Идир, Джамель
Джамель Аит Бен Идир (фр. Jamel Aït Ben Idir; род. 10 января 1984, Мон-Сен-Эньян) — французский и марокканский футболист, полузащитник. Завершил профессиональную карьеру в 2019 году.

## Клубная карьера
Джамель начинал свою карьеру в клубе «Гавр» и дебютировал за эту команду 26 марта 2002 года в матче с «Аяччо». Тогда молодой игрок отыграл весь матч целиком, а «Гавр» потерпел поражение с минимальным счётом. В следующем сезоне Джамель провёл свой дебютный матч в высшей французской лиге (по итогам сезона 2001/02 «Гавр» повысился в классе). Следующие пять сезонов Аит Бен Идир был ключевым игроком «Гавра», регулярно появляясь на поле. С этой командой он несколько лет спустя вернулся в высшую лигу, но «Гавр» сразу же вылетел, а Джамель присоединился к новичку чемпионата «Арль-Авиньон». С этой командой игрок тоже вылетел из элиты. В 2012 году Джамель перешёл в «Седан». После одного сезона в этом клубе он ушёл в «Осер».
1 июля 2015 года Аит Бен Идир подписал двухлетний контракт с марокканским клубом «Видад».

## Карьера в сборной
В 2003 году Джамель провёл один матч за юношескую сборную Франции. В 2008 году он вызывался в сборную Марокко, но на поле так и не вышел. Его дебют за национальную сборную состоялся лишь через шесть лет.